# پایگاه نیروی هوایی نلیس
پایگاه نیروی هوایی نلیس (به انگلیسی: Nellis Air Force Base) یک فرودگاه پایگاه نیروی هوایی است. این فرودگاه در شهر لاس وگاس در ایالت نوادا ایالات متحده آمریکا قرار دارد .